# داویده پرونا
داویده پرونا (ایتالیایی: Davide Perona؛ زادهٔ ۴ ژوئن ۱۹۶۸) دوچرخه‌سوار اهل ایتالیا است.